# Barbie Girl
Barbie Girl – piosenka duńsko-norweskiego zespołu dance-pop Aqua, wydana na singlu promującym album Aquarium. Utwór napisali Claus Norreen i Søren Nystrøm.
Piosenka zajmowała 1. miejsca na listach przebojów w wielu państwach, m.in. w Wielkiej Brytanii, Australii i w Niemczech.

## Listy przebojów
| Kraj   | Lista                           | Pozycja |
| ------ | ------------------------------- | ------- |
| AUS    | ARIA                            | 1       |
| AUT    | Ö3 Austria Top 40               | 2       |
| BE-VLG | Ultratop 50                     | 1       |
| BE-WAL | Ultratop 50                     | 1       |
| NLD    | Dutch Top 40                    | 1       |
| NLD    | Single Top 100                  | 2       |
| FRA    | SNEP                            | 1       |
| DEU    | GfK Entertainment               | 1       |
| IRL    | Irish Singles Chart             | 1       |
| ITA    | FIMI                            | 1       |
| NZL    | Recorded Music NZ               | 1       |
| NOR    | VG-lista                        | 1       |
| SWE    | Sverigetopplistan               | 1       |
| CHE    | Schweizer Hitparade             | 1       |
| GBR    | Official Singles Chart Top 100  | 1       |
| USA    | „Billboard” Hot 100             | 7       |
| USA    | „Billboard” Hot Dance Club Play | 21      |